# Jānān
Jānān (persiska: جانان) är en ort i Iran.   Den ligger i provinsen Khorasan, i den nordöstra delen av landet, 700 km öster om huvudstaden Teheran. Jānān ligger 1 602 meter över havet och antalet invånare är 134.
Terrängen runt Jānān är huvudsakligen kuperad. Jānān ligger nere i en dal. Runt Jānān är det ganska glesbefolkat, med 38 invånare per kvadratkilometer. Närmaste större samhälle är Allayan, 0,55 km nordost om Jānān. Trakten runt Jānān består i huvudsak av gräsmarker.